# Комо (Мисисипи)
Комо (енгл. Como) град је у америчкој савезној држави Мисисипи.

## Демографија
По попису из 2010. године број становника је 1.279, што је 31 (-2,4%) становника мање него 2000. године.
| Група             | 2000.       | 2010.       |
| Белци             | 346 (26,4%) | 340 (26,6%) |
| Афроамериканци    | 941 (71,8%) | 930 (72,7%) |
| Азијати           | 0 (0,0%)    | 0 (0,0%)    |
| Хиспаноамериканци | 15 (1,1%)   | 3 (0,2%)    |
| Укупно            | 1.310       | 1.279       |